# Jack Wilshere
Jack Andrew Garry Wilshere (født 1. januar 1992 i Stevenage) er en tidligere professionel engelsk fodboldspiller, der spillede på midtbanen, og nuværende fodboldtræner.
Han var en del af ungdomsakademiet i Arsenal F.C. og fik sin førsteholdsdebut allerede i 2008, blot 16 år og 256 dage gammel, og er dermed klubbens yngste debutant nogensinde. Han stod til at få en stor karriere i Arsenal, men flere skader har betydet, at han ikke rigtig forløste sit potentiale. Han var i et par tilfælde udlejet til andre klubber, inden han i 2018 skiftede til West Ham United. Også her var han ramt af skader, og i 2021 skiftede han til AFC Bournemouth på en kort kontrakt som ikke blev forlænget samme sommer. Efter at have været klubløs i over et halvt år skrev han kontrakt med AGF for forårssæsonen 2022.
Han har 34 kampe for det engelske landshold og var med ved VM-slutrunden 2014 og EM-slutrunden 2016.

## Klubkarriere

### Ungdomshold (2001–2008)
Da Wilshere var 9 år gammel, den 1. oktober 2001, skiftede han til Arsenals akademi, hvorimod han førhen havde spillet i Luton Towns fodboldskole. Hos Arsenal steg han hurtigt i graderne og figurerede som blot 15-årig som kaptajn for Arsenals U-16 hold samtidig med, at han havde nogle optrædener for U-18 holdet. I sommeren 2007 spillede han i Champions Youth Cup og da han vendte tilbage til England besluttede Arsenal Academy træner Steve Bould at starte med Wilshere inde i deres første Academy League-kamp mod London-rivalerne Chelsea. Han scorede sit første mål for U-18 holdet i en 4-1 sejr over Aston Villa. Senere scorede han et hattrick mod Watford i en overbevisende 1-7 udebanesejr  og hjalp dermed U-18 holdet til en førsteplads i Premier Academy League Gruppe A.
Den 21. februar 2008 debuterede han for Arsenals reserver og scorede desuden sit første mål, hvilket også var Arsenals eneste i kampen. Senere, i en kamp mod West Ham I maj 2008 spillede Wilshere med U-16 holdet til Atalanta Cup, hvor Arsenal triumferede i finalen over Juventus' U-16 hold efter efter kampen sluttede 0-0 og måtte afgøres på straffespark. Wilshere scorede to mål i turneringen og blev desuden kåret som turneringens bedste spiller.

### På førsteholdet (2008–2018)
I juli 2008 blev Wilshere inkluderet i førsteholdets pre-season kampe og debuterede for førsteholdet i netop en af disse, mod Barnet, hvor han blev skiftet ind efter første halvleg. Wilshere viste igen god form da han kom ind og lagde op til Jay Simpsons udlignende mål. Han gjorde hjemmebanedebut i Emirates Cup kampen mod Juventus. Efter kampen kommenterede manager Arsène Wenger på nogle ungdomsspillere, deriblandt Wilshere, og udtalte at Wilshere er "overraskende moden for hans alder, man glemmer hvor gammel han er når man ser ham spille." Wilshere optrådte også i Emirates Cup opgøret mod Real Madrid, hvor han blev skiftet ind i stedet for Samir Nasri.
Efter Wilsheres optrædener for førsteholdet i disse kampe fik han en plads på Arsenals førsteholdet for 2008–09 og overtog nummer 19, tidligere båret af Gilberto Silva. Han fik sin ligadebut den 13. september 2008 i Premier League opgøret mod Blackburn Rovers på Ewood Park, hvor han blev skiftet ind for Robin van Persie. Omend en kort optræden var det en rekordsættende optræden for Wilshere, da han blev Arsenals yngste spiller i en ligakamp i en alder af 16 år og 256 dage, en rekord tidligere holdt af daværende Arsenal kaptajn Cesc Fàbregas. Den 23. september 2008 scorede Wilshere sit første mål for Arsenal i 6-0 sejren over Sheffield United i Carling Cuppen.
Wilshere nød desuden fortsat succes med ungdomsholdet, der vandt FA Youth Cup for første gang siden 2001. I FA Youth Cup scorede i semifinalen mod Manchester City og blev kåret som Man of the Match i den første del af finalen mod Liverpool, hvor han lagde op til to mål samt scorede et selv. Disse optrædener fik Arsenal legenden Liam Brady, med hvem Wilshere er blevet sammenlignet med med hensyn til spillestil , til at tippe Wilshere til en plads på førsteholdet så tidligt som 2009–10 sæsonen.
Wilshere skrev den 2. juli 2009 under på en ny kontraktforlængelse.
Forud for 2009–10 sæsonen deltog Wilshere endnu engang i Emirates Cuppen og var utvivlsomt en af turneringens absolut bedste spillere. I den første kamp mod Atlético Madrid blev han skiftet ind i pausen og markerede sig fra starten af som en af de bedste spillere på dagen. I kampen mod Rangers blev hans gode form dagen før belønnet med en plads i startopstillingen og var igen i fin form da han scorede to gange i 3-0 sejren over de skotske mestre. I begge kampe blev Wilshere kåret som kampens bedste spiller, men prisen for turneringens bedste spiller tilfaldt den dobbelte målscorer i det første opgør, Andrej Arsjavin.
Han blev i Arsenals førsteholdstrup igennem 2009–10 sæsonen, men efter kun én enkelt optræden som indskifter i 2009 blev han i januar transfervinduet lånt ud til Bolton, hvor han blev lovet mere spilletid af den ny manager Owen Coyle, hvad der også viste sig at være rigtigt, da Wilshere startede 13 kampe hos den nordlige klub. Coyle var gentagne gange i medierne for at rose Wilshere og sagde offentligt, at han gerne vil have Wilshere tilbage til klubben i 2010–11 sæsonen, hvilket dog ikke skete.
Wilshere blev derpå i Arsenal, hvor han blev skadet i forberedelserne til 2011-2012-sæsonen og ikke kom til at spille hele denne sæson. De følgende tre sæsoner blev gode for ham, da han spillede mange kampe og gjorde det godt. Men i begyndelsen af sæsonen 2015-2016 blev han igen skadet og var først tilbage i april 2016. I sommeren 2016 blev han udlejet til AFC Bournemouth, hvor han havde en fin sæson, indtil en skade endnu engang ramte ham i april 2017, hvor han brækkede et ben og var ude resten af sæsonen.
Da hans kontrakt i Arsenal udløb i sommeren 2018, valgte Wilsher at forlade klubben.

### West Ham
Han skrev derpå en treårig kontrakt med West Ham United F.C. i juli 2018. Opholdet blev ikke nogen succes, da han, delvis igen på grund af skader, blot fik 19 kampe for klubben på to år, hvorpå kontrakten blev ophævet.

### Bournemouth
I januar 2021 skrev Wilshere en kontrakt for resten af 2020-2021-sæsonen med AFC Bournemouth. Han fik 17 kampe for klubben i løbet af foråret.

### AGF
Efter lejeopholdet i Bournemouth var Wilshere klubløs, men holdt sig i form ved at træne i sin gamle klub, Arsenal. Da han var kontraktfri, kunne han i februar 2022 skrive en ny kort kontrakt, denne gang med danske AGF, idet kontrakten, der gik frem til sommeren samme år dog indeholdt en klausul med mulighed for forlængelse. Hans kontrakt med den danske klub var noget af en sensation i dansk klubfodbold, og Wilshere blev betegnet som en af de største stjerner, der nogensinde havde spillet i den danske Superliga. Selv udtalte Wilshere, at han efter nogle år med begrænset spilletid havde brug for at få sin karriere i gang igen, og så var det en mulighed i en mindre liga end Premier League.
Opholdet blev dog ikke nogen stor succes, og efter 14 kampe forlod Wilshere AGF efter afslutningen af sæsonen. Kort efter, at det blev klart, at kontrakten med AGF ikke blev forlænget, meddelte Wilshere, at han endegyldigt indstillede sin karriere.

## Landshold
Wilshere spillede adskillige kampe for de engelske ungdomslandshold, som han repræsenterede på både U/16, U/17, U/19 og U/21.
Han debuterede på det engelske A-landshold i en kamp mod Ungarn 11. august 2011 og spillede sin første kamp fra start 9. februar 2011 mod Danmark. Han opnåede i alt 34 A-landsholdskampe og var med til to slutrunder med England: VM 2014 og EM 2016. Hans sidste kamp blev ottendedelsfinalen ved EM 2016, som England tabte til Island.

## Træner
Få dage efter bekendtgørelsen af sit karrierestop blev det offentliggjort, at Wilshere blev ny træner for Arsenals U/18-hold. Han var med til at føre sit hold til ungdomspokalfinalen, hvor det dog blev til nederlag.
I efteråret 2024 blev han ansat som hjælpetræner for Norwich under cheftræner Johannes Hoff Thorup.

## Statistik
(korrekt pr. 11. april 2016)
| Klub    | Sæson   | Liga  | Liga | Liga    | FA Cup | FA Cup | FA Cup  | Liga Cup | Liga Cup | Liga Cup | Europa | Europa | Europa  | Total | Total | Total   |
| Klub    | Sæson   | Kampe | Mål  | Assists | Kampe  | Mål    | Assists | Kampe    | Mål      | Assists  | Kampe  | Mål    | Assists | Kampe | Mål   | Assists |
| ------- | ------- | ----- | ---- | ------- | ------ | ------ | ------- | -------- | -------- | -------- | ------ | ------ | ------- | ----- | ----- | ------- |
| Arsenal | 2008–09 | 1     | 0    | 0       | 2      | 0      | 0       | 3        | 1        | 1        | 2      | 0      | 0       | 8     | 1     | 1       |
| Arsenal | 2009–10 | 1     | 0    | 0       | 0      | 0      | 0       | 0        | 0        | 0        | 0      | 0      | 0       | 0     | 0     | 0       |
| Arsenal | 2010-11 | 35    | 1    |         | 2      | 0      |         | 5        | 0        |          | 7      | 1      |         | 49    | 2     |         |
| Arsenal | 2011-12 | 0     | 0    | 0       | 0      | 0      | 0       | 0        | 0        | 0        | 0      | 0      | 0       | 0     | 0     | 0       |
| Arsenal | 2012-13 | 25    | 0    |         | 4      | 1      |         | 1        | 0        |          | 3      | 1      |         | 33    | 2     |         |
| Arsenal | 2013-14 | 24    | 3    |         | 3      | 0      |         | 1        | 0        |          | 7      | 2      |         | 35    | 5     |         |
| Arsenal | 2014-15 | 14    | 2    |         | 1      | 0      |         | 1        | 0        |          | 5      | 0      |         | 23    | 2     |         |
| Arsenal | 2015-16 | 0     | 0    | 0       | 0      | 0      | 0       | 0        | 0        | 0        | 0      | 0      | 0       | 0     | 0     | 0       |
| Bolton  | 2010    | 14    | 1    | 0       | 0      | 0      | 0       | 0        | 0        | 0        | 0      | 0      | 0       | 0     | 0     | 0       |